# Castello di caccia di Dianaburg
Il castello di caccia di Dianeburg (o casino da caccia di Dianesburg, Dianasburg o Dianaburg) era un castello di caccia posto nell'antico borgo di Arheilgen, oggi parte della città di Darmstadt, in Assia, Germania. Il castello venne costruito nel 1765, ma venne già demolito nel 1808. Al suo posto sorge oggi un piccolo padiglione di caccia costruito nel 1836 che porta il medesimo nome.

## Posizione
Il casino di caccia si trovava a circa due chilometri e mezzo a nordest del castello di caccia di Kranichstein, in posizione dominante sui villaggi di Arheilgen e Wixhausen. Ancora oggi il padiglione da caccia che è andato a sostituire l'antica struttura, si trova al centro di una fitta rete di sentieri di caccia tracciati nel XVIII secolo e che ancora oggi lo rende facilmente raggiungibile.

## Storia

### Il casino da caccia del 1765

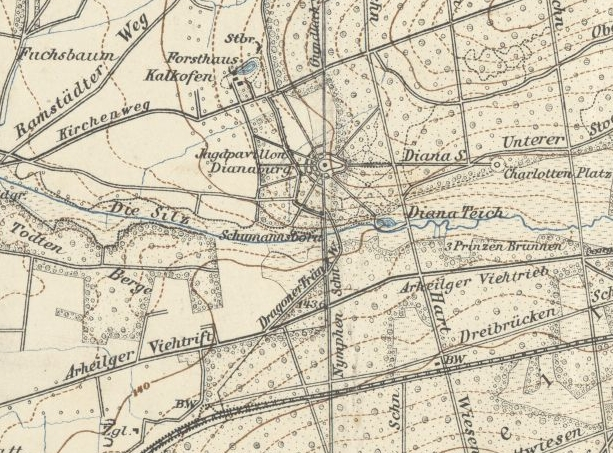
Mappa ottocentesca del luogo del castello di caccia di Dianaburg con i sentieri di caccia in forma di stella che circondano il parco di caccia della struttura

Il langravio Luigi VIII d'Assia-Darmstadt, appassionato di caccia, fece costruire nel 1765 un casino di caccia di stile barocco dedicato a Diana, la dea antica della caccia, come parte del complesso del castello di caccia di Kranichstein, all'interno del cui parco di caccia esso si trovava. Il Dianaburg era in origine un regalo per suo figlio e futuro successore, Luigi IX, ma alla fine venne eretto più per la moglie di questi, Carolina, che condivideva col suocero la passione per la caccia.
Il piccolo castello venne costruito in forma ottagonale e disponeva di una cucina e di locali di servizio al piano terra; da quel punto era possibile, tramite un sistema meccanico, trasportare un'intera tavola imbandita nella sala da pranzo posta al primo piano soprastante, accessibile solo dall'esterno tramite una scala aperta. Al secondo piano si trovavano inoltre diverse camere da letto, come pure una speciale si trovava nel sottotetto che poteva essere raggiunta solo tramite una scala in legno abbassabile interna alla struttura.
L'edificio venne eretto su una collina artificiale, all'estremità occidentale di una vasta area boschiva posta tra le colline di Messel. La rete di sentieri circostante il piccolo casino di caccia venne progettata nel XVIII secolo a formare una stella, con tratti lunghi e dritti. Il castelletto veniva utilizzato per il pernottamento di un ristretto numero di cortigiani tra cui il langravio durante le battute di caccia e sempre qui si tenevano i pranzi dei cacciatori.

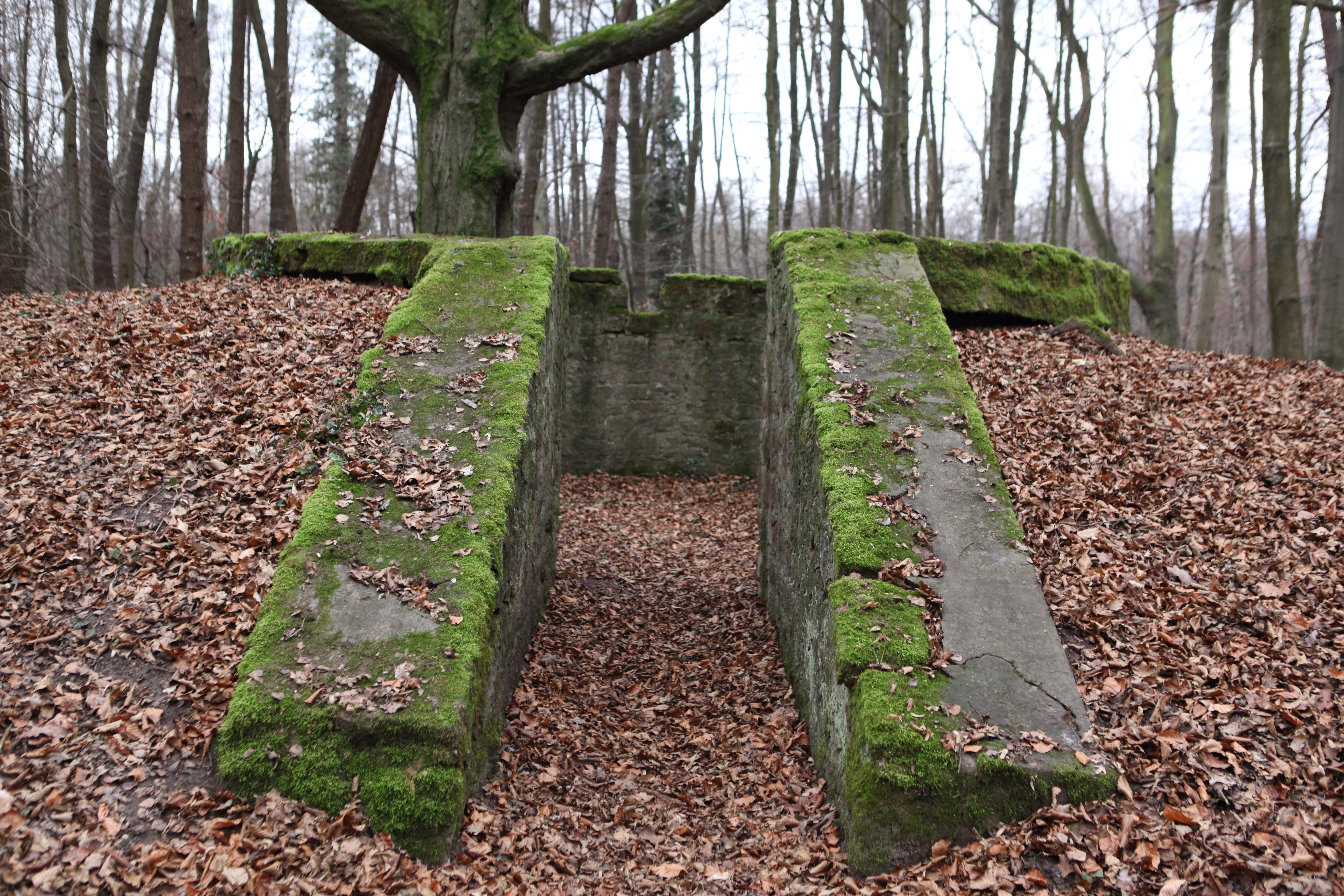
Il dispositivo di protezione dei cacciatori presso la radura di Charlottenplatz, unica parte sopravvissuta del castello del XVIII secolo

Federico V d'Assia-Homburg descrisse il castello dopo una visita nel 1768 come segue: 
Appena tre anni dopo il suo completamento, iniziò il declino del castello con la morte di Luigi VIII. Suo figlio e successore, Luigi IX, non si dimostrò interessato alla caccia, ma piuttosto riversò le sue attenzioni alle questioni militari. Egli si potrebbe dire che, al contrario del padre, odiava la caccia perché riteneva che causasse danni all'agricoltura, oltre a comportare costi considerevoli per la corte e che questo avrebbe portato ad un ulteriore dissesto delle finanze statali. L'edificio, già in stato di abbandono, subì ulteriori danni durante le guerre napoleoniche ed infine fu venduto nel 1808 al comune di Arheilger che in quello stesso anno ne iniziò la demolizione.
L'unica parte strutturale ancora oggi sopravvissuta del progetto originale è un dispositivo di protezione per i cacciatori realizzato in pietra che consentiva loro di sparare ai cinghiali stando riparati. Tale muro è posto all'estremità orientale dell'attuale struttura di caccia, in una radura chiamata Charlottenplatz.
Alcuni dipinti del XVIII secolo danno oggi l'idea dell'aspetto del Dianaburg.

### Il padiglione del 1836

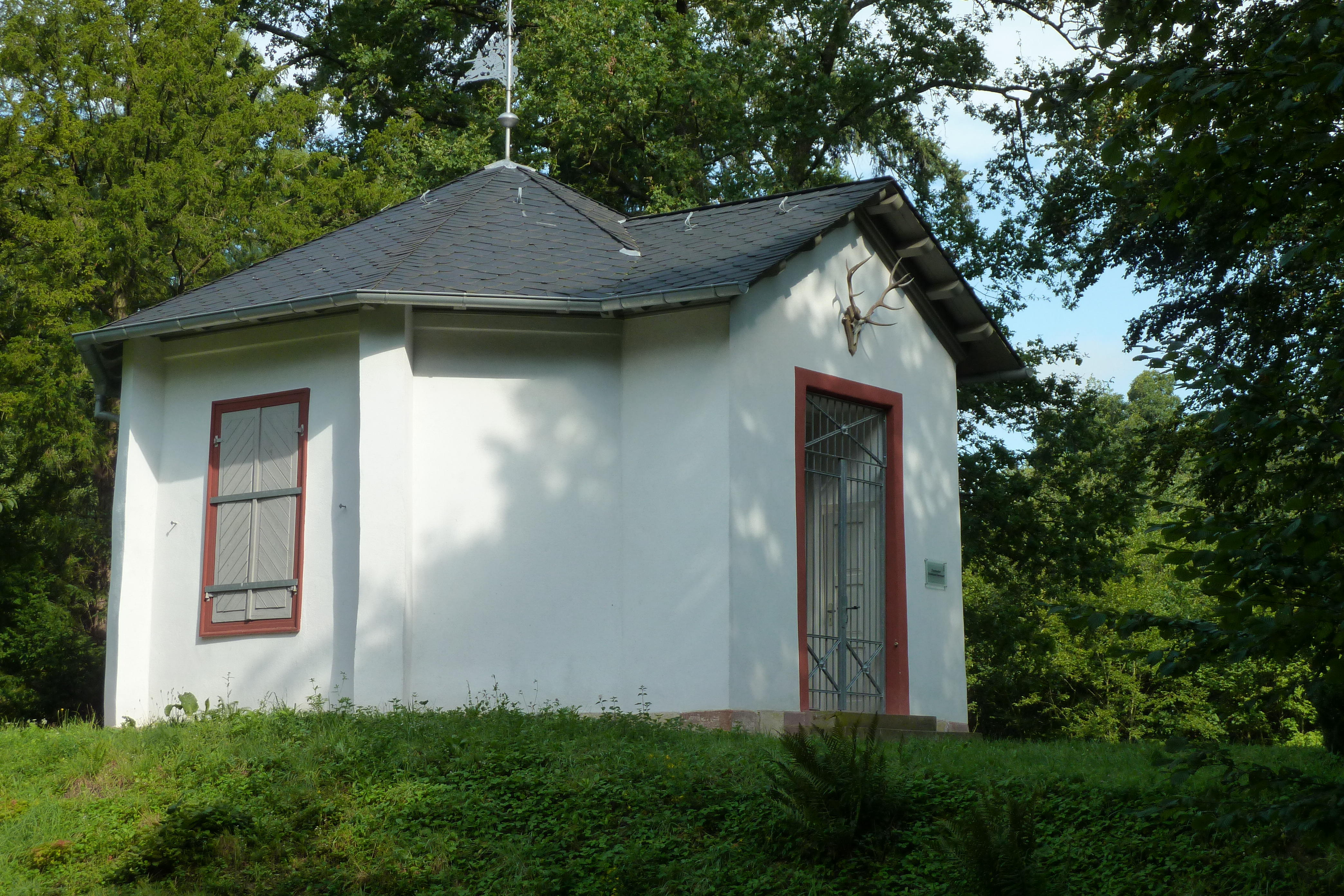
Il padiglione da caccia costruito da Luigi III d'Assia nel 1836 sul luogo dell'antico castello

Nel 1830, l'erede al trono Luigi III, appassionato di arte e storia, fece scavare i muri di fondazione del Dianaburg e sei anni dopo vi avviò la costruzione di un piccolo padiglione di caccia in stile Biedermeier in omaggio alla passione dei suoi antenati. Questo venne arredato con mobili e dipinti del XVIII secolo per richiamare il progetto originario, accogliendovi in particolare dei dipinti del castello realizzati dal principe Federico Giorgio Augusto d'Assia-Darmstadt.
Dal 1953 al 1990 il padiglione venne utilizzato come sede e luogo di ritrovo della locale associazione di caccia col falcone. Abbandonata, la struttura è stata recuperata nel 2004 per iniziativa di un gruppo locale che, col finanziamento del proprietario, lo stato tedesco dell'Assia, e restaurata in quattro anni. La riapertura è avvenuta nel'ottobre del 2008 con la realizzazione di una piccola esposizione per i turisti e una sala per matrimoni.